# 紫りら
紫 りら（むらさき りら、11月6日 - ）は、元宝塚歌劇団星組娘役。
青森県三沢市、三沢市立第一中学校出身。身長159cm。愛称は「いえちゃん」。

## 来歴
2007年、宝塚音楽学校入学。
2009年、宝塚歌劇団に95期生として入団。宙組公演「薔薇に降る雨／Amour それは…」で初舞台。その後、星組に配属。
2015年7月から2019年6月まで、TAKARAZUKA SKY STAGEの第3期・第4期スカイ・ナビゲーターズを務めた。
2025年8月10日の「阿修羅城の瞳／エスペラント！」東京公演千秋楽をもって、宝塚歌劇団を退団。

## 宝塚歌劇団時代の主な舞台

### 初舞台
- 2009年4 - 5月、宙組『薔薇に降る雨』『Amour それは…』（宝塚大劇場のみ）

### 星組時代
- 2009年6 - 9月、『太王四神記 Ver.II』
- 2010年1 - 3月、『ハプスブルクの宝剣』『BOLERO』
- 2010年4 - 5月、『激情』『BOLERO』
- 2010年7 - 8月、『ロミオとジュリエット』（梅田芸術劇場・博多座）
- 2010年10 - 12月、『宝塚花の踊り絵巻』『愛と青春の旅だち』
- 2011年1 - 2月、『メイちゃんの執事－私（わたくし）の命に代えてお守りします－』（宝塚バウホール・日本青年館） - 麻々原 みるく
- 2011年4 - 6月、『ノバ・ボサ・ノバ』 - 新人公演：ピエロ『めぐり会いは再び』
- 2011年8 - 9月、『ノバ・ボサ・ノバ』『めぐり会いは再び』（博多座・中日劇場）
- 2011年11 - 2012年2月、『オーシャンズ11』
- 2012年3 - 4月、『REON!!』（ドラマシティ・日本青年館）
- 2012年5 - 8月、『ダンサ セレナータ』 - 新人公演：テレーザ（本役：稀鳥まりや）『Celebrity』
- 2012年9月、『ジャン・ルイ・ファージョン-王妃の調香師-』（宝塚バウホール・日本青年館） - 王太子ルイ・シャルル
- 2012年11 - 2013年2月、『宝塚ジャポニズム〜序破急〜』『めぐり会いは再び 2nd〜Star Bride〜』『Étoile de TAKARAZUKA（エトワール ド タカラヅカ）』 - 新人公演：プティットアミ（本役：早乙女わかば）
- 2013年3 - 4月、『南太平洋』（ドラマシティ・日本青年館） - ガーナ／リサ・ミネリ
- 2013年5 - 8月、『ロミオとジュリエット』
- 2013年9 - 10月、『REON!!Ⅱ』（東京国際フォーラム・博多座）
- 2014年1 - 3月、『眠らない男・ナポレオン-愛と栄光の涯（はて）に-』 - 新人公演：カロリーヌ（本役：早乙女わかば）
- 2014年7 - 10月、『The Lost Glory -美しき幻影-』 - 新人公演：ビル（本役：紫藤りゅう）『パッショネイト宝塚!』
- 2014年11 - 12月、『風と共に去りぬ』（全国ツアー） - プリシー／令嬢
- 2015年2 - 5月、『黒豹（くろひょう）の如（ごと）く』 - セブンシーズ、新人公演：ソニア（本役：音花ゆり）『Dear DIAMOND!!』
- 2015年6 - 7月、『キャッチ・ミー・イフ・ユー・キャン』
- 2015年8 - 11月、『ガイズ&ドールズ』 - タバサ、新人公演：カートライト将軍（本役：万里柚美）
- 2016年1月、『鈴蘭（ル・ミュゲ）　—思い出の淵から見えるものは—』 - ロジーヌ
- 2016年3 - 6月、『こうもり』『THE ENTERTAINER！』
- 2016年6月、『Bow Singing Workshop〜星〜』（宝塚バウホール）
- 2016年8 - 11月、『桜華に舞え』 - 小紫『ロマンス!! (Romance)』
- 2017年1月、オーム・シャンティ・オーム-恋する輪廻-』（東京国際フォーラム） - ミッタルの娘
- 2017年3 - 6月、『THE SCARLET PIMPERNEL（スカーレット ピンパーネル）』 - ジュリー
- 2017年7 - 8月、『オーム・シャンティ・オーム-恋する輪廻-』（梅田芸術劇場） - キラン
- 2017年9 - 12月、『ベルリン、わが愛』 - 女優『Bouquet de TAKARAZUKA（ブーケ ド タカラヅカ）』
- 2018年2月、『ドクトル・ジバゴ』（ドラマシティ・TBS赤坂ACTシアター） - オーリャ
- 2018年4 - 7月、『ANOTHER WORLD』 - 染次『Killer Rouge（キラー ルージュ）』
- 2018年8 - 11月、『Thunderbolt Fantasy（サンダーボルト ファンタジー）東離劍遊紀（とうりけんゆうき）』 - 傀儡師『Killer Rouge／星秀☆煌紅』（梅田芸術劇場・日本青年館・國家戯劇院・高雄市文化中心至徳堂）
- 2019年1 - 3月、『霧深きエルベのほとり』 - ミリー『ESTRELLAS（エストレージャス） ～星たち～』
- 2019年7 - 10月、『GOD OF STARS -食聖-』 - マダム・ヤン『Éclair Brillant（エクレール ブリアン）』
- 2019年11 - 12月、『龍の宮（たつのみや）物語』 - 木蓮
- 2020年2 - 3月、『眩耀（げんよう）の谷〜舞い降りた新星〜』 - ヌル『Ray-星の光線-』（宝塚大劇場）
- 2020年7 - 9月、『眩耀（げんよう）の谷〜舞い降りた新星〜』 - ヌル『Ray-星の光線-』（東京宝塚劇場）
- 2020年11月、『エル・アルコン-鷹-』 - バーバラ『Ray-星の光線-』（梅田芸術劇場）
- 2021年2 - 5月、『ロミオとジュリエット』
- 2021年7月、『婆娑羅（ばさら）の玄孫（やしゃご）』（ドラマシティ・プレイハウス） - お花
- 2021年9 - 12月、『柳生忍法帖』 - さくら『モアー・ダンディズム!』
- 2022年2月、『ザ・ジェントル・ライアー ～英国的、紳士と淑女のゲーム～』（KAAT神奈川芸術劇場） - ローラ[注釈 1][5]
- 2022年4 - 7月、『めぐり会いは再び next generation-真夜中の依頼人（ミッドナイト・ガールフレンド）-』 - マダム・シリエーニ『Gran Cantante（グラン カンタンテ）!!』
- 2022年9月、『モンテ・クリスト伯』 - マドレーヌ『Gran Cantante（グラン カンタンテ）!!』（全国ツアー）
- 2022年11 - 2023年2月、『ディミトリ〜曙光に散る、紫の花〜』 - ニノ『JAGUAR BEAT-ジャガービート-』
- 2023年3 - 4月、『バレンシアの熱い花』 - セレスティーナ侯爵夫人『パッション・ダムール・アゲイン!』（全国ツアー）
- 2023年6 - 8月、『1789-バスティーユの恋人たち-』
- 2023年10 - 11月、『ME AND MY GIRL』（博多座） - アナスタシア・ブラウン夫人
- 2024年1 - 4月、『RRR×TAKA"R"AZUKA〜√Bheem〜（アールアールアール バイ タカラヅカ〜ルートビーム〜）』 - ロキ『VIOLETOPIA（ヴィオレトピア）』
- 2024年6月、『夜明けの光芒』（ドラマシティ・東京建物 Brillia HALL） - モリー
- 2024年8 - 12月、『記憶にございません!』 - 足摺『Tiara Azul-Destino-（ティアラ・アスール ディスティーノ）』[注釈 2]
- 2025年1月、『ANTHEM-アンセム-』（日本武道館）
- 2025年4 - 8月、『阿修羅城の瞳』 - 阿餓羅『エスペラント！』 退団公演[4]

### 出演イベント
- 2016年10月、妃海風ミュージック・サロン『Princesa!!』（宝塚ホテル）[6]
- 2017年10月、第54回『宝塚舞踊会』（宝塚大劇場）[7]
- 2019年4 - 5月、轟悠ディナーショー『Yū 35, A new world』（パレスホテル東京・ホテル阪急インターナショナル）[8]
- 2019年10月、第55回『宝塚舞踊会～祝舞御代煌（いわいまうみよのきらめき）～』（宝塚大劇場）[9]
- 2023年10月、第56回『宝塚舞踊会』（宝塚バウホール）